# Louis Capart
Pour les articles homonymes, voir Capart.
Louis Capart, né le 31 août 1947 à Paris, est un auteur-compositeur-interprète français d'expression française et bretonne. C'est un poète dont la carrière est marquée par Marie-Jeanne-Gabrielle, chanson-phare de son répertoire.

## Biographie
Né d'une mère sénane et d'un père picard, Louis Capart passe son enfance et son adolescence à Saint-Denis avec des retours fréquents et réguliers à l'île de Sein. C'est en écoutant, à 16 ans, Léo Ferré, qu'il a un déclic pour la chanson et le chant.
En 1984, il quitte la fonction publique et se lance dans la chanson. Parfois comparé à un troubadour, il exerce ce métier en artisan. Il chante sa Bretagne originelle, la solitude, le temps qui passe, l'amour, la colère, ces petits riens qui égratignent ou les chemins de liberté, avec douceur et nostalgie.
Il publie en 2010 un double album de 41 chansons et en 2016 un de 32 chansons (distribué par Coop Breizh).
Louis Capart annonce la fin de ses concerts officiels après le festival du chant de marin 2019 de Paimpol.
Il a participé au tout dernier concert des Tri Yann à Nantes, le samedi 11 septembre 2021 en interprétant, avec le groupe, sa chanson Marie-Jeanne-Gabrielle.

## Œuvre et parcours
Louis Capart est principalement connu pour Marie-Jeanne-Gabrielle, chanson dédiée à l’île de Sein. En dépit d’une discrétion médiatique, il a effectué de nombreuses tournées dans une quinzaine de pays (États-Unis, Russie, Pays-Bas, Allemagne...) et en France a plusieurs fois été programmé au festival de Cornouaille, au Festival interceltique de Lorient, au Festival du Chant de Marin (Paimpol) et dans quelques grandes salles ou festivals de France (TLP-Déjazet, Printemps de Bourges).
La chanson Marie-Jeanne-Gabrielle est reprise par le groupe Tri Yann en 2003 sur l'album Marines.

## Discographie
- 1982 : Marie Jeanne Gabrielle  (CD en 1988)
- 1984 : Floraison
- 1986 : Patience (CD en 1990)
- 1992 : Berlin
- 1997 : Rives gauches de Bretagne et d'ailleurs…
- 2001 : Héritage sénan
- 2008 : Voyage d'une Île à l'Autre avec le duo Balance
- 2010 : Premières Chansons - L'intégrale
- 2016 : De l'Aube au Crépuscule

### Participations
- 2017 : Breizh eo ma bro ! (album collectif, Sony Music)

## Distinctions
Il a reçu le Grand Prix de l'Académie Charles-Cros en 1986 et le prix René Jeanne de la SACEM l'année suivante pour son album Patience.

## Sources et bibliographie
- Antoine Antonakis-Le Clec’h : Anthologie de la poésie bretonne, éditions Soleil Natal, 1988
- André-Georges Hamon : Bretagnes, je vous chante, collectif Chanson Bretagne, 1985
- Alain-Pierre Noyer : Dictionnaire des chanteurs francophones, Conseil International de la langue française, 1989
- Gérard Classe, Chansons buissonnières, éditions DGCM, 1990
- Dominique Lacout, Léo Ferré, p. 290-306, éditions Savigny, 1991
- Pierre Duclos, La Bretagne des Bretons, p. 132, éditions Liana Levi Seuil, 2003